# 1950 na arte

## Eventos
- Criação do Museu Dom Bosco.
- Demolição do museu Berliner Stadtschloss.
- Fundação em Paris da Associação Internacional de Críticos de Arte[1].

## Nascimentos
| Data          | Nome             | Profissão                               | Nacionalidade  | Observações | Ref |
| ------------- | ---------------- | --------------------------------------- | -------------- | ----------- | --- |
| 19 de Janeiro | Miguel Paiva     | cartunista                              | Brasil         |             |     |
| 22 de Janeiro | Marshall Rogers  | desenhista                              | Estados Unidos | m. 2007     |     |
| Março         | Guerdy J. Préval | pintor                                  | Haiti          |             |     |
| 7 de setembro | Adélio Sarro     | pintor, desenhista,escultor e muralista | Brasil         |             |     |
| 31 de outubro | Zaha Hadid       | arquiteta                               | Iraque         |             |     |
| ??            | Mário Röhnelt    | pintor                                  | Brasil         |             |     |
| ??            | Sônia Furtado    | pintora                                 | Brasil         |             |     |

## Mortes
| Data           | Nome                    | Profissão              | Nacionalidade                              | Observações | Ref |
| -------------- | ----------------------- | ---------------------- | ------------------------------------------ | ----------- | --- |
| 28 de dezembro | Max Beckmann            | pintor                 | Alemanha                                   | n. 1884     |     |
| ??             | Carlos Chambelland      | pintor e ilustrador    | Brasil                                     | n. 1884     |     |
| ??             | Guirand de Scevola      | pintor                 | França                                     | n. 1871     |     |
| ??             | Emília dos Santos Braga | pintora do naturalismo | Reino Unido de Portugal, Brasil e Algarves | n. 1867     |     |

## Prémios
- Prémio Valmor e Municipal de Arquitectura 1950 - Alberto José Pessoa[2].